# Hans Guldenmund

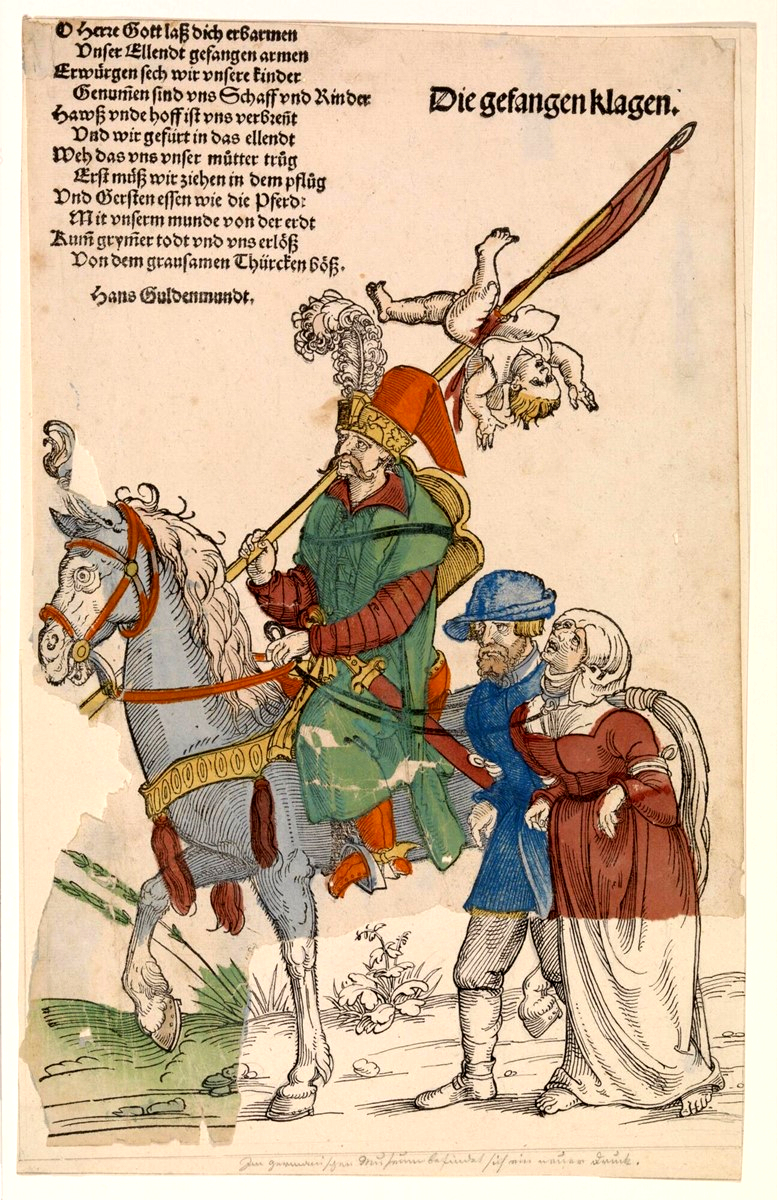
Die gefangen klagen. Entwurf von Erhard Schoen, Text von Hans Sachs

Hans Guldenmund oder Hans Guldenmundt (* im 15. Jahrhundert; † 28. November 1560 in Nürnberg) war ein deutscher Buchdrucker und Briefmaler. Er war im 16. Jahrhundert in Nürnberg aktiv.

## Leben
Nürnberg war im 15. und 16. Jahrhundert ein Zentrum des Druck- und Verlagswesens. Einer „der rührigsten Nürnberger Bilderbogenverkäufer des 16. Jahrhunderts war […] Hans Guldenmund, der sein Geschäft „bei den Fleischbänken“ hatte.“
Die ersten Erwähnungen Guldenmunds beziehen sich aber auf seine Tätigkeit als Briefmaler und Illuminist. Für Anton Tucher sollte er in den Jahren 1518 und 1519 einen Theuerdank „ausstreichen“, in dieselbe Zeit fiel der Auftrag, zwei Gebetbücher aus Kobergers Offizin zu illuminieren – ebenfalls für Tucher. Guldemund arbeitete zeitweise auch als selbstständiger Drucker und Verleger. 1521 unternahm er eine Reise nach Speyer.
Es ist unklar, ob er an der Herstellung von Vorlagen oder Druckstöcken selbst beteiligt war. Belegt ist aber, dass er diverse Nürnberger Kleinmeister beschäftigte. Darunter waren z. B. Hans Brosamer und Peter Flötner, Georg Pencz, Erhard Schoen, Virgil Solis, die Brüder Barthel und Hans Sebald Beham und diverse Formschneider, deren Namen nicht bekannt sind. Guldenmunds Begabung lag wohl im Aufspüren aktueller Themen für seine religiösen und politischen „Briefe“. Er legte sich dabei wenige Beschränkungen auf und ließ oft derbe oder auch unflätige Karikaturen drucken. Mitunter verbreitete er auch Plagiate. Dieses bedenkenlose Vorgehen führte zu mehreren Zusammenstößen mit der Obrigkeit.
Im Jahr 1521 geriet Guldenmund wohl zum ersten Mal mit dem Nürnberger Rat in Konflikt. Karl Schottenloher nennt den Grund: Er hatte „den Polderlein auf einer Kuh“ malen und drucken lassen und sollte dafür zwei Wochen lang in den Kerker gehen. Der kaiserliche Rat Johann Stabius setzte sich damals allerdings für Guldenmund ein und sorgte dafür, dass diesem die Strafe erlassen wurde.
Mehrfach wurde er in den Folgejahren verwarnt, Drucke bzw. Druckstöcke wurden konfisziert, selbst Gefängnisstrafen musste Guldenmund antreten. 1527 geriet Guldenmund in Schwierigkeiten, weil er in seiner Wunderlichen Weissagung von dem Babstum Verse von Hans Sachs verwendet hatte und das Buch nicht vor der Veröffentlichung zur Kontrolle vorgelegt hatte. Das Werk wurde eingezogen. Dieses Schicksal teilte die Contrafactur wie der Türck Wien belegert anno 1529, für die Nikolaus Meldemann bereits ein Privileg hatte, ebenso wie das Flugblatt Ein newes Lied gemacht von der stat Münster 1535. Nachdem er seines anstößigen Lebenswandels wegen 1532 für zwei Jahre aus der Stadt verbannt worden war, wurde ihm im Juni 1535 die Verbreitung von neun „büchlin mit schendtlichen gemein“ vorgeworfen, weshalb er in Gewahrsam genommen wurde. Auch einige Brief wider den Bapst und andere Pamphlete wurden konfisziert. Allerdings wurde Guldenmund für manche Verdienstausfälle durch derartige Konfiskationen auch entschädigt. Ihm wurde der Druck der Weissagung wenige Monate nach der Einziehung wieder erlaubt, wenn auch ohne die Hans-Sachs-Verse und die Auslegungen Osianders. Für die konfiszierten Exemplare erhielt er einen finanziellen Ausgleich. Der Nachdruck von Dürers Triumphwagen des Kaisers Maximilian wurde ihm zwar auf eine Klage der Witwe Dürers hin untersagt, doch erhielt er 1532 auch hierfür eine finanzielle Entschädigung und 1537 konnte er den Nachschnitt dann doch noch herausgeben, woraufhin er dem Rat der Stadt zum Dank ein Exemplar dieses Werkes verehrte. Im Jahr 1541 erhielt er für eine Ansicht Algiers eine Dedikation von vier Gulden vom Rat, im Jahr 1543 folgte eine weitere Dedikation, diesmal in Höhe von zehn Gulden, für die sogenannte Kaisercontrafactur, einen Druck von Burkhard Waldis’ Vrsprung vnd herkumen der zwölff ersten alten König vnd Fürsten Deutscher Nation.
Erfolge hatte Guldenmund unter anderem mit den Reihen, die er herausbrachte. Diese waren zum Teil auch mit H. G. oder mit G in H signiert, die Vorlagen stammten aber nicht von Guldenmund: Die Holzschnittfolge mit Landsknechtsbildern ging auf Entwürfe von Sebald Beham, Peter Flötner und Erhard Schoen zurück, die 16 Holzschnitte, auf denen die Führer des türkischen Heeres zu sehen sind, wurden von Sebald Beham, Michael Ostendorfer, Erhard Schoen und Stoer entworfen, der Fürstentanz geht auf Vorlagen von Brosamer und Schäufelin zurück und der Vrsprung vnd herkumen der zwölff ersten alten König vnd Fürsten Deutscher Nation stammt von Waldis. Das Holzschnittporträt des Schusterpoeten Hans Sachs von Michel Ostendorfer wird im DNB-Artikel zu den wichtigsten Produkten seines Unternehmens gerechnet, Schottenloher aber meint, das bekannteste Blatt unter seinen Bildnissen sei Des ehrwürdigen Doctoris Martin Lutheri christlicher Abschied aus dieser Welt.
Guldenmund wurde niemals als Formschneider bezeichnet, stand aber mit Personen dieses Berufsstandes in Geschäftsbeziehungen, so mit Hieronymus Andreae und Hanns Schwarzenberger.
1557 stellte Guldenmund den Antrag, in das Zwölf-Brüderhaus zu Allerheyligen aufgenommen zu werden, was ihm „anscheinend gewährt“ wurde. Eine entgegengesetzte Angabe findet sich in der NDB: Die Aufnahme sei ihm offenbar nicht gewährt worden, denn eine entsprechende Eintragung im Brüderbuch sei nicht vorhanden.